# Eurya hupehensis
Eurya hupehensis là một loài thực vật có hoa trong họ Pentaphylacaceae. Loài này được P.S.Hsu mô tả khoa học đầu tiên năm 1964.